# Лонгдон, Энтони
Энтони Лонгдон (англ. Anthony Longdon) — гренадский боксёр. Участник летних Олимпийских игр 1984 года, бронзовый призёр Игр Центральной Америки и Карибского бассейна 1982 года.

## Биография
Энтони Лонгдон (в некоторых источниках Лэнгдон) в 1982 году участвовал в Играх Центральной Америки и Карибского бассейна в Гаване. Завоевал бронзовую медаль в весовой категории до 91 кг. В полуфинале проиграл Родольфо Марину из Пуэрто-Рико, будучи дисквалифицированным во втором раунде.
В 1984 году вошёл в состав сборной Гренады на летних Олимпийских играх в Лос-Анджелесе. Выступал в весовой категории до 81 кг. В 1/16 финала проиграл нокаутом на третьей минуте второго раунда Исмаилу Салману из Ирака.